# ロシアの国旗
1992年以降のロシアの国旗（ロシアのこっき）は、白、青、赤の横三色旗である。

## 由来

モスクワ大公国紋章

元々はロシア帝国の国旗で、1699年、ピョートル大帝が遣欧使節団を伴ってオランダを訪れ造船を学んだ際、海軍のための旗の必要性に気付いて、オランダの国旗を色の順番を変えて取り入れたという伝説がある。しかし、1668年に制定されたロシア最初の国旗も白、青、赤の3色であり、それゆえオランダを参考にしたとしても遣欧使節団以前の話であり、また当時のオランダ国旗は橙、白、青の三色旗であり赤色は入っていなかった。白、青、赤はモスクワ大公国の紋章にあった。青いケープをまとい銀色の鎧を着て白馬に乗った聖ゲオルギウスが赤い野を駆けて竜を退治している図柄であり、ロシア国旗の色はこの3色から来ているという説がある。また、この3色はロシアの守護聖人、生神女マリヤの着ているローブに由来するという説もある。
アレクサンドル2世の治世下においては、黒、黄、白の三色旗に改められた。この黒、黄は、国章である金地に黒の双頭の鷲に由来する。しかし、アレクサンドル3世の治世下で元の白、青、赤の三色旗に戻され、第一次世界大戦時にはカントンに国章が追加された。
1917年にロシア帝国が倒され（ロシア革命）、1922年にソビエト連邦が成立すると、ロシア帝国の「白・青・赤の三色旗」は廃止され、「鎌と槌の赤旗」がソビエト連邦の国旗に制定された。
そして、1991年12月25日にソビエト連邦が崩壊し、1992年元日にロシア連邦が成立すると、「鎌と槌の赤旗」の国旗は廃止され、帝国時代末期（1883年 - 1917年）の「白・青・赤の三色旗」の国旗が1993年12月11日に復活し、この旗がロシア連邦の国旗に制定された。
白は高貴と率直のベラルーシ人を、青は名誉と純潔性のウクライナ人を、赤は愛と勇気のロシア人を表す。もともとオランダの国旗をヒントにしたものの、この国旗の3色は汎スラヴ色としてPrague Slavic Congress 1848で正式に決まったものである。

## 歴代ロシア国旗

### ロシア・ツァーリ国

?ロシア・ツァーリ国 1668年
?ロシア・ツァーリ国 1668年 - 1699年

### ロシア帝国

?ロシア帝国 1699年 - 1858年
?ロシア帝国 1858年 - 1883年
?ロシア帝国 1883年 - 1917年
?ロシア帝国  1914年－1917年

### ロシア・ソビエト連邦社会主義共和国

?ロシア・ソビエト連邦社会主義共和国の旗 1918年 - 1937年
?ロシア・ソビエト連邦社会主義共和国の旗 1937年 - 1954年
?ロシア・ソビエト連邦社会主義共和国の旗 1954年 - 1991年; 縦横比 1:2

### ロシア連邦

?ロシア連邦の旗 1991年 - 1993年
?ロシア連邦の旗 1993年 -

## 大統領旗

大統領旗

## 海軍旗

?軍艦旗
海軍用国籍旗

## 他の汎スラヴ色の旗

?ユーゴスラビア王国の国旗
?ユーゴスラビア王国の政府旗
?ユーゴスラビア社会主義連邦共和国の国旗。赤い星がつく
?ユーゴスラビア連邦共和国の国旗
?セルビア・モンテネグロの国旗
?スロベニアの国旗
?スロバキアの国旗
?クロアチアの国旗
?セルビアの国旗